# Jo Myŏng Rok
Jo Myŏng Rok, również Cho Myong Rok (kor. 조명록; ur. 12 lipca 1928 w prowincji Hamgyŏng Północny, zm. 6 listopada 2010 w Pjongjangu) – wiceprzewodniczący Komisji Obrony Narodowej i marszałek Koreańskiej Armii Ludowej.
Studiował w ZSRR. Podczas wojny koreańskiej służył jako pilot w latach 1950–53. W 1982 roku został odznaczony Orderem Kim Ir Sena. W 2000 roku, jako specjalny wysłannik Kim Dzong Ila, odwiedził Waszyngton i prowadził rozmowy z amerykańskim prezydentem Billem Clintonem. Przyczyną jego śmierci była przewlekła choroba serca.